# Космос (Серавале)
„Космос“ (на италиански: Società Sportiva Cosmos) е футболен клуб от град Серавале, Сан Марино.

## История
Клубът е основан през 1979 година. Не разполага със собствен стадион.
Шампион на Сан Марино за 2001 година. Четирикратен победител в Купата на страната „Монте Титано“ – 1980, 1981, 1995, 1999. Трикратен носител на Суперкупата на Сан Марино през 1995, 1998, 1999.
Участва веднъж в еврокупите – в квалификациите за Купата на УЕФА през сезона 2001/02.

## Успехи
- Шампионат на Сан Марино:
  -  Шампион (1): 2000/01
  -  Сребърен медал (3): 1989/90, 1995/96, 2022/23
- Купа Титано (Купа на Сан Марино):
  -  Носител (4): 1979/80, 1980/81, 1994/95, 1998/99
  -  Финалист (2): 2008/09, 2012/13, 2013/14
- Суперкупа/Трофео Федерале:
  -  Носител (3): 1995, 1998, 1999
  -  Финалист (2): 996, 2002